# 카르도나 젠
카르도나 젠(일본어: 狩土名 禅, 1998년 5월 12일~)는 일본의 축구 선수이다.

## 구단 경력
그는 2021년 J2리그의 기라반츠 기타큐슈에 입단했다. 2021년후 J3리그에 강등했다. 2022년까지 24경기에 출전하여, 1득점을 넣었다.